# Abdel Fattah Ismail
Abdel Fattah Ismail (Arabisch: عبد الفتاح إسماعيل الجوفي, ʿAbdu l-Fattāḥ Ismāʿīl al-Ǧaufī) (Aden, 28 juli 1939 – aldaar, 13 januari 1986), was een Zuid-Jemenitisch politicus. Abdel Fattah Ismail behoorde tot het Nationaal Bevrijdingsfront (NLF), sinds 1967 de enige toegestane partij van Zuid-Jemen. Hij ontwikkelde zich tot een marxistisch theoreticus en intellectueel. Eind 1978 werd hij voorzitter van de Republikeinse Raad (= president) van Zuid-Jemen en tevens secretaris van het NLF, dat hij omvormde tot de Jemenitische Socialistische Partij (YSP). In die functies voerde hij een doctrinair marxistische politiek, waardoor Zuid-Jemen in een isolement terechtkwam. Met hulp van de Sovjet-Unie werd hij in april 1980 aan de kant geschoven en als staatshoofd en partijsecretaris vervangen door Ali Nasser Muhammad Husani. Sindsdien woonde hij in ballingschap in Moskou.
In 1985 keerde Ismail naar Zuid-Jemen terug en werd door president Ali Nasser tot 'organisator van het aankomend YSP-congres' aangesteld en tegelijkertijd tot lid van het politbureau van de YSP benoemd. In januari 1986 kwamen Ismail en diens aanhangers in opstand tegen president Ali Nasser Muhammad en zijn premier Haidar Abu Bakr al-Attas. President Ali Nasser die een burgeroorlog vreesde, riep het politbureau bijeen voor een spoedzitting. Tijdens deze spoedzitting gaf hij zijn lijfwachten opdracht het vuur te openen op Ismail en diens aanhangers binnen het politbureau. Allen kwamen om.